# The Decline (EP)
The Decline (deutsch: Der Niedergang) ist eine EP der US-amerikanischen Punkband NOFX. Sie erschien am 23. November 1999 und wurde von Ryan Greene und Fat Mike produziert. In den Billboard-200-Charts erreichte sie Platz 200.
Das Besondere an dieser EP ist, dass sie nur einen Titel enthält (mit Ausnahme der Vinyl-Version, die einen zusätzlichen Song enthält), der mit 18 Minuten und 19 Sekunden einer der längsten bisher veröffentlichten Punkrock-Songs ist.

## Inhalt
Musikalisch ist dies das komplexeste Werk, das NOFX je aufgenommen haben. Das Stück beginnt mit dem für NOFX typischen treibenden Rhythmus, Fat Mikes lauter und rauer Stimme und den kurzen Shouts von Eric Melvin (die sog. „Mel-Yells“). Im Laufe des Stückes wird das schnelle Schlagzeugspiel jedoch häufig unterbrochen, z. B. durch plötzliche langsame Parts, in denen die Stimme ins Sanfte übergeht und die Gitarre nur minimal eingesetzt wird, oder Parts, in denen nichts zu hören ist als verzerrte Explosionsgeräusche. Ein Thema wiederholt sich mehrmals in verschiedenen Rhythmuslagen, dabei hört man von El Hefe gespielte Blasinstrumente und einen gleichbleibenden Akkord. Mit diesem Thema klingt der Song ab etwa 14 min 55 s aus. Erst schwach, dann immer deutlicher, ist ein straffer Stechschritt, Glocken und die Rufe von Menschenmassen zu hören. Erst nach zweieinhalb Minuten verklingt die Musik dann ganz langsam.
Textlich richtet sich der Song gegen eine ganze Reihe von Fehlern, die NOFX im amerikanischen System sehen. Im Song wird unter anderem beklagt, dass die USA den Menschen Patriotismus anerziehen und ihre eigenen Fehler damit überdecken wollen. Auch wird bemängelt, dass die Menschen selbst Angst vor der Wahrheit und vor Veränderung hätten.

## Trackliste
1. The Decline – 18:19
2. Clams Have Feelings Too (actually they don't) – 2:32 (nur auf der Vinyl-Version)

## Chartplatzierungen
| ChartsChartplatzierungen       | Höchstplatzierung | Wochen |
| ------------------------------ | ----------------- | ------ |
| Vereinigte Staaten (Billboard) | 200 (1 Wo.)       | 1      |